# Asteroïde Inslag Missie

Animatie van bistatische radar-observaties van asteroïde (33342) 1998 WT_{24}

De Asteroïde Inslag Missie is een internationale samenwerking tussen de ESA, de NASA, het Observatoire de la Côte d'Azur (OCA) en de Johns Hopkins-universiteit. De Asteroid Impact and Deflection Assessment (AIDA) of Beheer van Astroïde Impact en Afbuiging, bestudeert de kans op en de maatregelen tegen een mogelijke inslag van een planetoïde (in Engelstalige literatuur gebruikt men het woord 'asteroid') op aarde.

## ESA/SSA
Sinds 2009 is ESA onder de naam Space Situational Awareness gestart met een inventarisatie van bedreigingen vanuit de ruimte. Ondanks het feit dat de kans op inslag van een groot voorwerp klein is, zal de schade in geval van des te groter zijn.
Het doel van SSA is:
- Het opsporen en opvolgen van Aardscheerders (NEO's).
- Waarschijnlijkheid van inslag bepalen.
- Gevolgen van dergelijke inslag inschatten.
- Afweermechanismen ontwerpen om een botsing te voorkomen.

ESA is al bezig met dit systeem sinds 2012. Hiervoor werd er in Italië het SSA NEO Coordination Centre opgericht in 2013. Hiertoe worden professionele en amateurtelescopen ingeschakeld. Het is de bedoeling om tot een globaal alarmsysteem te komen ter ondersteuning van de burgerlijke overheden.
De ESA werkt samen met de NASA om één volledige database te verkrijgen (het Minor Planet Center hierboven). De ESA staat in verbinding met de Europese overheden. In geval van een dreigend impact wordt overleg gepleegd met de NASA.

## Asteroid Impact and Deflection Assessment (AIDA)
AIDA (Asteroid Impact and Deflection Assessment; Mission of 'waarneming van planetoïde inslag en afbuiging') is een gezamenlijk project van de NASA en de ESA. Het is een van de technologieën ter voorkoming van inslagen van een planetoïde: een kinetische impactor.
AIDA heeft een satelliet laten inslaan op een kleine planetoïde en de effecten daarvan meten. Doel was de binaire NEO-planetoïde (65803) Didymos. Deze bestaat uit een primair lichaam met een diameter van 800 km en een kleiner maantje van 150 meter diameter. Het tweetal bevindt zich op 1,14 km van elkaar. De kleinere satelliet komt in aanmerking voor het soort planetoïde dat een dreiging vormt voor de aarde.

### Double Asteroid Redirection Test (DART)

Een film van het moment van de inslag

De NASA nam deel aan het project met de DART-missie (Double Asteroid Redirection Test of 'test voor afbuiging van een dubbele planetoïde'). De DART-ruimtesonde is zoals gepland in september 2022 te pletter gestort op het maantje met een snelheid van ongeveer 6 km/s, toen het stelsel dicht bij de Aarde was, op 11 miljoen kilometer afstand. Daarvoor zal zij beschikken over een camera en gesofistikeerde autonome navigatiesoftware. De impact wijzigde de snelheid van het maantje met minder dan één procent, voldoende om van op aarde waargenomen te worden. Natuurlijk werd ervoor gezorgd dat de impact geen gevolgen heeft, zodat het systeem niet op Aarde kon inslaan.
DART maakte gebruik van de NASA Evolutionary Xenon Thruster – Commercial (NEXT-C). Dit is een elektrische aandrijving voor in de ruimte. Het is een verbetering van het reeds bestaande systeem op de Dawn ruimtesonde. Het werd ontwikkeld in het Glenn Research Center van de NASA in Cleveland, Ohio.

### Asteroid Impact Mission (AIM)
De ESA zette zijn AIM-missie in (Asteroid Impact Mission). Deze ruimtesonde kwam met een uitgebreide lading wetenschappelijke instrumenten aan bij Didymos voor DART en maakte een studie van het dubbele planetoïdesysteem door middel van hogeresolutiebeelden van het oppervlak en meting van de massa, dichtheid en vorm van de twee lichamen.
AIM nam van op veilige afstand de impact van DART waar en observeerde de wijziging van de banen van het systeem. Tevens werd het opgeworpen materiaal geanalyseerd. Het wa ook mogelijk dat het opgeworpen stof zich verplaatste naar het grotere lichaam. AIM zal ook een lander, MASCOT-2 (Mobile Asteroid Surface Scout of Mobiele Onderzoeker van het Oppervlak), op het maantje zetten om het voor, gedurende en na de impact te observeren.
Het lanceerschema zag er als volgt uit:
- AIM: oktober 2020, aankomst bij Didymos mei 2022.
- DART: eind december 2020, aankomst bij Didymos oktober 2022

Het systeem stond dan op 11 miljoen kilometer van de aarde, hetgeen toeliet om radarwaarnemingen te doen vanaf de aarde.